# 石肇
石 肇（せき ちょう、生没年不詳）は、五胡十六国時代後趙の皇族。後趙の初代皇帝石勒の兄弟。

## 生涯
詳細な事績は全く不明である。
石勒が既に高貴な身分となった後の事、軍中に身を置いていた石肇は何らかの原因で自力で行動する事が出来なくなってしまい、配下の将兵により石勒のもとまで送迎された。石勒は彼を哀れに思い、建威将軍の地位を授けた。
彼には才能が無かったので、石勒はいつも優秀な部下を選任しては補佐を委ねていた。また、広川出身の劉典という人物の兄の娘を石肇に嫁がせた。ただ、詳細は不明であるが石肇は彼女の事を甚だ恐れていたという。
やがて石肇は長楽郡太守に任じられ、実際にその職務に就いたが、彼は門に入るたびにいつも動き回って「阿劉（妻の劉夫人の事。阿とは敬称）よ教えてくれ。これでよいのであろうか、よくないのであろうか」と言っていた。当時の人はこの事を謡にして、石肇を笑いものとしたという。
没年は不詳である。